# Wawel-Wandteppiche

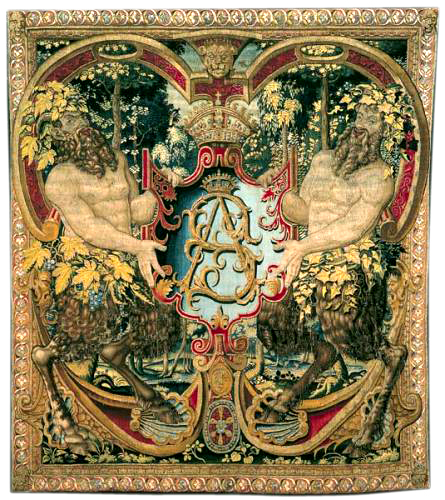
Wandteppich mit den Initialen von König Sigismund II. August

Die Wawel-Wandteppiche der Jagiellonen-Wandteppiche sind Renaissance-Wandteppiche, die der polnisch-litauische König Sigismund II. August um die Mitte des 16. Jahrhunderts in den Niederlanden, insbesondere Brüssel, für das Königsschloss auf dem Wawel in Krakau fertigen ließ. Sie teilen sich in drei Zyklen auf: Wappen des Königs, Bibelszenen und Fabelwesen. Der König vermachte die ursprünglich fast 365 Teppiche der polnisch-litauischen Adelsrepublik.

## Geschichte
Die ersten Renaissance-Wandteppiche brachte die Königin Bona Sforza im frühen 16. Jahrhundert nach Krakau. Ihr Ehemann Sigismund I. orderte in den 1520er Jahren weitere 108 Wandteppiche in Antwerpen und Brügge. Zudem schenkte Kaiser Maximilian I. Sigismund I. weitere Wandteppiche. Sein Sohn Sigismund II. August bestellte die allermeisten der Wawel-Wandteppiche dann 1550 bis 1565 in Brüssel. Bis zum heutigen Tag sind 138 Wandteppiche erhalten, von denen ca. 30 auf dem Wawel ausgestellt werden.